# Mark López
Mark López Mendieta (Houston, 25 aprile 1982) è un taekwondoka statunitense.

## Palmarès

### Olimpiadi
- 1 medaglia:
  - 1 argento (Pechino 2008 nei 68 kg)

### Mondiali
- 4 medaglie:
  - 1 oro (Madrid 2005 nei pesi piuma)
  - 1 argento (Garmisch 2003 nei pesi piuma)
  - 2 bronzi (Edmonton 1999 nei pesi gallo; Copenaghen 2009 nei pesi leggeri)